# Kanuslalom-Europameisterschaften 1998
Die Kanuslalom-Europameisterschaften 1998 fanden in Roudnice nad Labem, Tschechien, unter der Leitung des Europäischen Kanuverbandes (ECA) statt. Es war die 2. Ausgabe des Wettbewerbs und sie fanden am 18. bis zum 23. August 1998 statt. Die Wettbewerbe wurden auf der Elbe, nordöstlich der Stadt ausgetragen.

## Ergebnisse
Insgesamt wurden acht Wettbewerbe austragen.

### Männer

#### Canadier
| Wettbewerb | Gold | Gold   | Silber                                                                                                | Silber | Bronze | Bronze |
| ---------- | --- | ------ | --- | ------ | --- | ------ |
| C1         | David Jančar                                                                                              | 194,91 | Michal Martikán                                                                                       | 195,87 | Lukáš Pollert | 196,64 |
| C1 Team    | SlowakeiMichal Martikán Juraj Minčík Juraj Ontko                                                          | 116,43 | DeutschlandStefan Pfannmöller Nico Bettge Martin Lang                                                 | 118,93 | Vereinigtes KönigreichStuart McIntosh Mark Delaney Robert Turner                                                  | 119,45 |
| C2         | SlowakeiPavol Hochschorner/Peter Hochschorner                                                             | 211,60 | TschechienJaroslav Volf/Ondřej Štěpánek                                                               | 211,66 | SlowakeiMilan Kubáň/Marián Olejník                                                                                | 213,99 |
| C2 Team    | TschechienPetr Štercl & Pavel Štercl Jaroslav Pospíšil & Jaroslav Pollert Ondřej Štěpánek & Jaroslav Volf | 128,35 | SlowakeiMilan Kubáň & Marián Olejník Roman Štrba & Roman Vajs Pavol Hochschorner & Peter Hochschorner | 129,06 | FrankreichÉric Biau & Bertrand Daille Philippe Quémerais & Yann Le Pennec Alexandre Lauvergne & Nathanael Fouquet | 121,87 |

#### Kajak
| Wettbewerb | Gold                                                  | Gold   | Silber                                            | Silber | Bronze                                             | Bronze |
| ---------- | ----------------------------------------------------- | ------ | ------------------------------------------------- | ------ | -------------------------------------------------- | ------ |
| K1         | Paul Ratcliffe                                        | 180,86 | Thomas Becker                                     | 184,02 | Andrew Raspin                                      | 188,20 |
| K1 Team    | DeutschlandThomas Becker Ralf Schaberg Thomas Schmidt | 110,84 | TschechienOndřej Raab Jiří Prskavec Vojtěch Bareš | 111,15 | SlowenienAndraž Vehovar Fedja Marušič Uroš Kodelja | 111,87 |

### Frauen

#### Kajak
| Wettbewerb | Gold                                                           | Gold   | Silber                                                             | Silber | Bronze                                               | Bronze |
| ---------- | -------------------------------------------------------------- | ------ | ------------------------------------------------------------------ | ------ | ---------------------------------------------------- | ------ |
| K1         | Elena Kaliská                                                  | 204,12 | Štěpánka Hilgertová                                                | 205,85 | Sandra Friedli                                       | 215,40 |
| K1 Team    | TschechienMarcela Sadilová Štěpánka Hilgertová Irena Pavelková | 131,53 | Vereinigtes KönigreichRachel Crosbee Laura Blakeman Heather Corrie | 137,06 | DeutschlandKordula Striepecke Evi Huss Mandy Planert | 137,86 |

## Medaillenspiegel
| Platz  | Land                   | Gold | Silber | Bronze | Gesamt |
| ------ | ---------------------- | ---- | ------ | ------ | ------ |
| 1      | Tschechien             | 3    | 3      | 1      | 7      |
| 2      | Slowakei               | 3    | 2      | 1      | 6      |
| 3      | Deutschland            | 1    | 2      | 1      | 5      |
| 4      | Vereinigtes Königreich | 1    | 1      | 2      | 4      |
| 5      | Frankreich             | 0    | 0      | 1      | 1      |
| 5      | Slowenien              | 0    | 0      | 1      | 1      |
| 5      | Schweiz                | 0    | 0      | 1      | 1      |
| Gesamt |                        | 8    | 8      | 8      | 24     |